# 会田安明

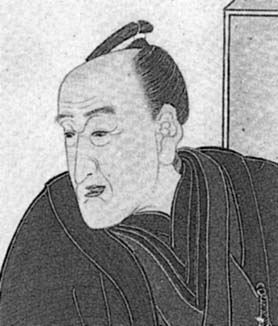
会田安明

会田 安明（あいだ やすあき、「やすあきら」とも、延享4年2月10日（1747年3月20日） - 文化14年10月26日（1817年12月4日））は、江戸時代の和算家。字は子貫、自在亭と号す。安旦と表記されることもある。通称で会田算左衛門（あいだ さんざえもん）とも名乗った。

## 生涯
延享4年2月10日（1747年3月20日）、出羽国最上（現:山形県）に生まれ、中西流の算術を学ぶ。旗本鈴木家の養子になり、江戸に出る。江戸に出た当初は御家人の株を購入し、鈴木彦助と名乗り、利根川の治水工事をしていた。当時の和算は関孝和を開祖とする関流が圧倒的な主流派を成していた。会田も伝手を辿って関流四伝の藤田貞資に入門しようとするが、行き違いから果たせなかった。会田の算額の誤記の訂正を、藤田が入門の条件にしたのが理由とも言われる。程なく藤田の主著『精要算法』を批判した書『改精算法』を執筆し、以後20年にわたる関流との論争の火蓋を切る。この論争を通じて、故郷に流れる最上川から名をとった新たな流派「最上流（さいじょうりゅう）」を旗揚げする。
その後、汚職事件にまきこまれ免職になり、鈴木姓から会田姓に復し、故郷で研究・教育に勤しむ。自伝では「免職になって初めて数学に集中する時間がとれた」と述べている。優れた弟子を多く育て、東北地方の和算の発展に大きく貢献した。その研究法は徹底していて、一つの術を得たらその応用・拡張をくまなく調べ尽くした。200冊に及ぶ手稿を残す。終日机に向い続けたため、やがて足腰が立たなくなるほどであったという。
業績としては、関流の代数の記法（傍書法）を改良し、天生法と名付けた。天生法の著しい特徴は、等号の導入である。
これで、以前は文脈で区別していた多項式と多項式＝０の方程式の区別が明瞭になるほか、解法の記述はより自然になった。
また、楕円・円の幾何学的な研究、有限級数、連分数展開などに著しい業績を残す。また測量術・航海術にも強い関心を持っており、同じく最上出身の最上徳内とも交流があった。著作は千数百巻に上るが、刊行されたのは数種しかない。主な著書に『算法古今通覧』『算法天生法指南』がある。
特に、明和6年（1769年）、第28番目の連分数展開428224593349304/136308121570117　を導出したが
（久留米藩主で数学者でもある有馬頼徸も同時期に導出）、
これは当時の西洋のランベルトを凌ぐ世界一の連分数であった。
1800年までに著した『対数表起源』の中で、対数表の具体的な対数の値を求める方法を説明した。
弟子に斎藤尚仲、町田正記、孫弟子に寺島宗伴がいる。
文化14年10月26日（1817年12月4日）、浅草で死去した。